# 高木明郎
高木 明郎（たかぎ あきお、1964年3月4日 - ）は、日本の教育者。国際短期大学の創立者にして初代学長を務めた高木章の孫であり、同大学の第3代学長。

## 経歴
- 1964年3月4日生まれ
- 1987年3月 武蔵大学人文学部社会学科卒業
- 1987年4月 学校法人国際学園国際短期大学勤務
- 1993年4月 国際短期大学常務理事
- 1998年4月 国際短期大学法人本部長
- 2002年4月 国際短期大学理事長・学長